# Feurs
Feurs är en kommun i departementet Loire i regionen Auvergne-Rhône-Alpes i centrala Frankrike. Kommunen ligger i kantonen Feurs som tillhör arrondissementet Montbrison. År 2022 hade Feurs 8 370 invånare.

## Befolkningsutveckling
Antalet invånare i kommunen Feurs
| Referens: INSEE |